# Clasificación para el Campeonato Europeo Femenino Sub-19 de la UEFA 2022
La competición de clasificación para el Campeonato Europeo Femenino Sub-19 de la UEFA 2022 es una competición de fútbol femenino Sub-19 que determinará los siete equipos que se unirán a la anfitriona automáticamente clasificada, República Checa, en la fase final del campeonato.

## Formato
El Comité Ejecutivo de la UEFA aprobó un nuevo formato de competición para los Campeonatos de Europa Femeninos Sub-17 y Sub-19 de la UEFA para permitir un mayor desarrollo de las jugadoras juveniles de élite como parte del compromiso continuo de la UEFA con el fútbol femenino.
El formato se basa en un sistema de clasificación de estilo de Liga de las Naciones de la UEFA.
Para la primera temporada, los participantes en la competición se dividirán, utilizando los coeficientes de clasificación, en dos ligas (A y B).

Primera Ronda o Ronda 1:
- En cada liga, grupos de 4 equipos jugarán mini-torneos;
- Los ganadores de cada mini-torneo de la liga B ascenderán y los últimos equipos de los mini-torneos de la liga A descenderán.

Segunda Ronda o Ronda 2:
- La Ronda 2 de la Liga A reemplazará a la actual ronda élite, y los primeros clasificados (y el mejor segundo) se clasificarán para el torneo final.
- Después de la Ronda 2, los ganadores de los mini-torneos de la liga B ascenderán y los últimos equipos de la liga A descenderán a la Ronda 1 de la próxima edición del torneo.

## Primera Ronda

### Liga A

#### Grupo A1
Sede: Países Bajos
| Equipo       | Pts | PJ | PG | PE | PP | GF | GC | Dif |
| ------------ | --- | -- | -- | -- | -- | -- | -- | --- |
| Austria      | 9   | 3  | 3  | 0  | 0  | 1  | 0  | +3  |
| Países Bajos | 6   | 3  | 2  | 0  | 1  | 7  | 2  | +5  |
| Ucrania      | 1   | 3  | 0  | 1  | 2  | 2  | 6  | -4  |
| Escocia      | 1   | 3  | 0  | 1  | 2  | 1  | 5  | -4  |

| 20 de octubre de 2021 | Austria        | 1:0 (1:0) | Escocia | Sportpark de Bosk, Harkema, Países Bajos |                           |
| 16:00 (CET)           | - Magerl 45+1' | Reporte   |         | Árbitra: Zuzana Valentová                | Árbitra: Zuzana Valentová |

| 20 de octubre de 2021 | Países Bajos                                      | 4:1 (1:1) | Ucrania       | Sportpark Marsdijk, Assen, Países Bajos |                            |
| 19:00 (CET)           | - Snellenberg 43', 54' - Disja 64' - Van Dijk 84' | Reporte   | - 45+1' Kotyk | Árbitra: Ioanna Allayiotou              | Árbitra: Ioanna Allayiotou |

| 23 de octubre de 2021 | Escocia     | 1:1 (0:0) | Ucrania         | Sportpark Marsdijk, Assen, Países Bajos |                           |
| 16:00 (CET)           | - Adams 50' | Reporte   | - 90' Khrystiuk | Árbitra: Zuzana Valentová               | Árbitra: Zuzana Valentová |

| 23 de octubre de 2021 | Países Bajos | 0:1 (0:0) | Austria     | Sportpark de Bosk, Harkema, Países Bajos |                       |
| 19:00 (CET)           |              | Reporte   | - 69' Sarac | Árbitra: Eszter Urban                    | Árbitra: Eszter Urban |

| 26 de octubre de 2021 | Ucrania | 0:1 (0:0) | Austria     | Sportpark de Bosk, Harkema, Países Bajos |                            |
| 19:00 (CET)           |         | Reporte   | - 79' Sarac | Árbitra: Ioanna Allayiotou               | Árbitra: Ioanna Allayiotou |

| 26 de octubre de 2021 | Escocia                            | 0:3 (0:1) | Países Bajos | Sportpark Marsdijk, Assen, Países Bajos |                       |
| 19:00 (CET)           | - Koeleman 41', 71' - Noordman 47' | Reporte   |              | Árbitra: Eszter Urban                   | Árbitra: Eszter Urban |

#### Grupo A2
Sede: Serbia
| Equipo   | Pts | PJ | PG | PE | PP | GF | GC | Dif |
| -------- | --- | -- | -- | -- | -- | -- | -- | --- |
| Francia  | 9   | 3  | 3  | 0  | 0  | 5  | 0  | +5  |
| Suecia   | 6   | 3  | 2  | 0  | 1  | 6  | 2  | +4  |
| Islandia | 3   | 3  | 1  | 0  | 2  | 3  | 4  | -4  |
| Serbia   | 0   | 3  | 0  | 0  | 3  | 0  | 8  | -8  |

| 15 de septiembre de 2021 | Islandia             | 1:2 (1:1) | Suecia                      | Sports Center of FA of Serbia, Stara Pazova, Serbia |                        |
| 12:00 (CET)              | - Kristinsdóttir 20' | Reporte   | - 45+1' Reidy - 90' Renberg | Árbitra: Olivia Tschon                              | Árbitra: Olivia Tschon |

| 15 de septiembre de 2021 | Francia                    | 2:0 (2:0) | Serbia | Sports Center of FA of Serbia, Stara Pazova, Serbia |                            |
| 18:00 (CET)              | - Fontaine 32' - Becho 36' | Reporte   |        | Árbitra: Veronika Kovarova                          | Árbitra: Veronika Kovarova |

| 18 de septiembre de 2021 | Francia              | 2:0 (1:0) | Islandia | Sports Center of FA of Serbia, Stara Pazova, Serbia |                        |
| 12:00 (CET)              | - Ribadeira 36', 48' | Reporte   |          | Árbitra: Galiya Echeva                              | Árbitra: Galiya Echeva |

| 18 de septiembre de 2021 | Suecia                                                  | 4:0 (2:0) | Serbia | Sports Center of FA of Serbia, Stara Pazova, Serbia |                        |
| 18:00 (CET)              | - Akgün 38' - Čavić 45' (a.g.) - Kafaji 47' - Björk 85' | Reporte   |        | Árbitra: Olivia Tschon                              | Árbitra: Olivia Tschon |

| 21 de septiembre de 2021 | Serbia | 0:2 (0:0) | Islandia                                      | Sports Center of FA of Serbia, Stara Pazova, Serbia |                            |
| 12:00 (CET)              |        | Reporte   | - 64' Benediktsdóttir - 90+1' Þorvarðardóttir | Árbitra: Veronika Kovarova                          | Árbitra: Veronika Kovarova |

| 21 de septiembre de 2021 | Suecia | 0:1 (0:1) | Francia       | Sports Center of FA of Serbia, Stara Pazova, Serbia |                        |
| 18:00 (CET)              |        | Reporte   | - 31' Mouchon | Árbitra: Galiya Echeva                              | Árbitra: Galiya Echeva |

#### Grupo A3
Sede: Rusia
| Equipo    | Pts | PJ | PG | PE | PP | GF | GC | Dif |
| --------- | --- | -- | -- | -- | -- | -- | -- | --- |
| Alemania  | 7   | 3  | 2  | 1  | 0  | 8  | 2  | +6  |
| Bélgica   | 6   | 3  | 2  | 0  | 1  | 7  | 2  | +5  |
| Rusia     | 4   | 3  | 1  | 1  | 1  | 2  | 2  | 0   |
| Eslovenia | 0   | 3  | 0  | 0  | 3  | 2  | 13 | -11 |

| 15 de septiembre de 2021 | Alemania                                                             | 6:1 (3:1) | Eslovenia   | Futbol'nyy Stadion VGAFK, Volgogrado, Rusia |                            |
| 10:00 (CET)              | - Wamser 3' - Büchele 21' - Sternad 34', 77' - Gräwe 48' - Zicai 65' | Reporte   | - 8' Brumen | Árbitra: Maria Sole Caputi                  | Árbitra: Maria Sole Caputi |

| 15 de septiembre de 2021 | Rusia | 0:1 (0:0) | Bélgica        | Stadion Zenit, Volgogrado, Rusia |                              |
| 16:00 (CET)              |       | Reporte   | - 88' Boutiebi | Árbitra: Alexandra Terteleac     | Árbitra: Alexandra Terteleac |

| 18 de septiembre de 2021 | Alemania | 0:0     | Rusia | Futbol'nyy Stadion VGAFK, Volgogrado, Rusia |                          |
| 10:00 (CET)              |          | Reporte |       | Árbitra: Jelena Pejković                    | Árbitra: Jelena Pejković |

| 18 de septiembre de 2021 | Bélgica                                                                | 5:0 (4:0) | Eslovenia | Stadion Zenit, Volgogrado, Rusia |                              |
| 16:00 (CET)              | - Vanzeir 2' - Jacobs 17' - Detruyer 33' - Meeuwis 43' - Van Belle 46' | Reporte   |           | Árbitra: Alexandra Terteleac     | Árbitra: Alexandra Terteleac |

| 21 de septiembre de 2021 | Eslovenia     | 1:2 (0:0) | Rusia                                   | Stadion Zenit, Volgogrado, Rusia |                            |
| 10:00 (CET)              | - Erman 90+5' | Reporte   | - 69' Oleksyuk - 90+2' (pen.) Trofimova | Árbitra: Maria Sole Caputi       | Árbitra: Maria Sole Caputi |

| 21 de septiembre de 2021 | Bélgica        | 1:2 (1:2) | Alemania                | Futbol'nyy Stadion VGAFK, Volgogrado, Rusia |                          |
| 10:00 (CET)              | - Boutiebi 33' | Reporte   | - 7' Wamser - 25' Zicai | Árbitra: Jelena Pejković                    | Árbitra: Jelena Pejković |

#### Grupo A4
Sede: Dinamarca
| Equipo    | Pts | PJ | PG | PE | PP | GF | GC | Dif |
| --------- | --- | -- | -- | -- | -- | -- | -- | --- |
| Dinamarca | 9   | 3  | 3  | 0  | 0  | 11 | 1  | +10 |
| Finlandia | 6   | 3  | 2  | 0  | 1  | 8  | 2  | +6  |
| Hungría   | 3   | 3  | 1  | 0  | 2  | 3  | 5  | -2  |
| Turquía   | 0   | 3  | 0  | 0  | 3  | 0  | 14 | -14 |

| 20 de octubre de 2021 | Hungría | 0:2 (0:1) | Finlandia                                 | Hvidovre Stadium, Copenhague, Dinamarca |                         |
| 14:00 (CET)           |         | Reporte   | - 45+1' (a.g.) Kránitz - 67' (a.g.) Török | Árbitra: Eleni Antoniou                 | Árbitra: Eleni Antoniou |

| 20 de octubre de 2021 | Dinamarca                                                                                  | 6:0 (2:0) | Turquía | Østerbro Stadium, Copenhague, Dinamarca |                         |
| 18:00 (CET)           | - Dudek 36' - Thygesen 45+3' - Rylov 52' (pen.) - Veletanlic 54' - Berthelsen 90+3', 90+7' | Reporte   |         | Árbitra: Stacey Pearson                 | Árbitra: Stacey Pearson |

| 23 de octubre de 2021 | Dinamarca                                  | 3:0 (2:0) | Hungría | Hvidovre Stadium, Copenhague, Dinamarca |                        |
| 14:00 (CET)           | - Knudsen 4' - Bokor 8' (a.g.) - Dudek 74' | Reporte   |         | Árbitra: Lucie Šulcová                  | Árbitra: Lucie Šulcová |

| 23 de octubre de 2021 | Finlandia                                                              | 5:0 (2:0) | Turquía | Tingbjerg Idrætspark, Copenhague, Dinamarca |                         |
| 18:00 (CET)           | - Forsblom 5' (pen.) - Lindström 25', 90+7' - Koivu 66' - Määttä 90+4' | Reporte   |         | Árbitra: Eleni Antoniou                     | Árbitra: Eleni Antoniou |

| 26 de octubre de 2021 | Turquía | 0:3 (0:1) | Hungría                                    | Østerbro Stadium, Copenhague, Dinamarca |                         |
| 14:00 (CET)           |         | Reporte   | - 32' Árvay - 65' Sali - 90+3' Kiss-Lantos | Árbitra: Stacey Pearson                 | Árbitra: Stacey Pearson |

| 26 de octubre de 2021 | Finlandia       | 1:2 (1:0) | Dinamarca          | Hvidovre Stadium, Copenhague, Dinamarca |                        |
| 14:00 (CET)           | - Sarjanoja 34' | Reporte   | - 48', 71' Knudsen | Árbitra: Lucie Šulcová                  | Árbitra: Lucie Šulcová |

#### Grupo A5
Sede: Irlanda
| Equipo            | Pts | PJ | PG | PE | PP | GF | GC | Dif |
| ----------------- | --- | -- | -- | -- | -- | -- | -- | --- |
| Inglaterra        | 9   | 3  | 3  | 0  | 0  | 10 | 1  | +9  |
| Suiza             | 6   | 3  | 2  | 0  | 1  | 6  | 4  | +2  |
| Irlanda           | 3   | 3  | 1  | 0  | 2  | 4  | 4  | 0   |
| Irlanda del Norte | 0   | 3  | 0  | 0  | 3  | 2  | 13 | -11 |

| 20 de octubre de 2021 | Suiza                            | 3:1 (1:1) | Irlanda del Norte | Jackman Park, Limerick, Irlanda |                          |
| 15:00 (CET)           | - Li Puma 32', 83' - Csillag 70' | Reporte   | - 14' Chambers    | Árbitra: Marina Živković        | Árbitra: Marina Živković |

| 20 de octubre de 2021 | Irlanda | 0:1 (0:0) | Inglaterra           | Markets Field, Limerick, Irlanda  |                                   |
| 20:00 (CET)           |         | Reporte   | - 79' (a.g.) Brennan | Árbitra: Zulema González González | Árbitra: Zulema González González |

| 23 de octubre de 2021 | Inglaterra                                                                                      | 8:1 (2:1) | Irlanda del Norte | Jackman Park, Limerick, Irlanda   |                                   |
| 15:00 (CET)           | - Clinton 6', 67', 90+2' - Goodwin 30' - Gregory 49' (pen.) - Parry 75', 82' - Beever-Jones 88' | Reporte   | - 44' Dickson     | Árbitra: Zulema González González | Árbitra: Zulema González González |

| 23 de octubre de 2021 | Suiza                                          | 3:2 (3:1) | Irlanda                  | Markets Field, Limerick, Irlanda |                       |
| 20:00 (CET)           | - Bucci 10' (a.g.) - Pilgrim 14' - Csillag 24' | Reporte   | - 26' Bucci - 77' Molloy | Árbitra: Sabina Bolic            | Árbitra: Sabina Bolic |

| 26 de octubre de 2021 | Irlanda del Norte | 0:2 (0:1) | Irlanda                             | Markets Field, Limerick, Irlanda |                          |
| 14:00 (CET)           |                   | Reporte   | - 34' Molloy - 63' (pen.) Stapleton | Árbitra: Marina Živković         | Árbitra: Marina Živković |

| 26 de octubre de 2021 | Inglaterra    | 1:0 (0:0) | Suiza | Jackman Park, Limerick, Irlanda |                       |
| 14:00 (CET)           | - Clinton 78' | Reporte   |       | Árbitra: Sabina Bolic           | Árbitra: Sabina Bolic |

#### Grupo A6
Sede: Portugal
| Equipo              | Pts | PJ | PG | PE | PP | GF | GC | Dif |
| ------------------- | --- | -- | -- | -- | -- | -- | -- | --- |
| España              | 9   | 3  | 3  | 0  | 0  | 10 | 1  | +8  |
| República Checa (C) | 6   | 3  | 3  | 0  | 1  | 5  | 5  | 0   |
| Portugal            | 3   | 3  | 1  | 0  | 2  | 5  | 8  | -5  |
| Eslovaquia          | 0   | 3  | 0  | 0  | 3  | 3  | 9  | -6  |

| 19 de octubre de 2021 | España                                    | 3:0 (2:0) | Eslovaquia | Estádio Municipal de Albufeira, Albufeira, Portugal |                            |
| 17:00 (CET)           | - Fiamma 26' - Lloris 35' - Delgado 90+1' | Reporte   |            | Árbitra: Michèle Schmölzer                          | Árbitra: Michèle Schmölzer |

| 19 de octubre de 2021 | Portugal     | 1:2 (0:0) | República Checa     | Estadio Algarve, Faro, Portugal |                         |
| 17:00 (CET)           | - Caniço 60' | Reporte   | - 73', 90' Střížová | Árbitra: Kateryna Usova         | Árbitra: Kateryna Usova |

| 22 de octubre de 2021 | España                                           | 4:0 (4:0) | Portugal | Estádio Municipal de Albufeira, Albufeira, Portugal |                          |
| 17:00 (CET)           | - Lloris 2' - Pinedo 31' - Uria 34' - Medina 41' | Reporte   |          | Árbitra: Karoline Wacker                            | Árbitra: Karoline Wacker |

| 22 de octubre de 2021 | República Checa                  | 2:1 (0:0) | Eslovaquia      | Estadio Algarve, Faro, Portugal |                         |
| 17:00 (CET)           | - Ducháčková 47' - Kochanová 74' | Reporte   | - 66' Retkesová | Árbitra: Kateryna Usova         | Árbitra: Kateryna Usova |

| 25 de octubre de 2021 | Eslovaquia                        | 2:4 (0:3) | Portugal                                                  | Estadio Algarve, Faro, Portugal |                            |
| 17:00 (CET)           | - Hrdličková 69' (pen.) - Mak 75' | Reporte   | - 22' (pen.), 65' Alagoa - 28' (pen.) Negrão - 39' Caniço | Árbitra: Michèle Schmölzer      | Árbitra: Michèle Schmölzer |

| 25 de octubre de 2021 | República Checa  | 1:3 (0:2) | España               | Estádio Municipal de Albufeira, Albufeira, Portugal |                          |
| 17:00 (CET)           | - Pavlíčková 48' | Reporte   | - 11', 18', 49' Uria | Árbitra: Karoline Wacker                            | Árbitra: Karoline Wacker |

#### Grupo A7
Sede: Italia
| Equipo     | Pts | PJ | PG | PE | PP | GF | GC | Dif |
| ---------- | --- | -- | -- | -- | -- | -- | -- | --- |
| Italia     | 7   | 3  | 2  | 1  | 0  | 14 | 1  | +13 |
| Noruega    | 7   | 3  | 2  | 1  | 0  | 10 | 1  | +9  |
| Polonia    | 3   | 3  | 1  | 0  | 2  | 3  | 7  | -4  |
| Azerbaiyán | 0   | 3  | 0  | 0  | 3  | 0  | 18 | -18 |

| 20 de octubre de 2021 | Noruega                                                                                          | 7:0 (3:0) | Azerbaiyán | Campo Comunale Maserà, Padua, Italia |                          |
| 12:00 (CET)           | - Brønstad 1', 26' (pen.) - Tandberg 35' - Svandal 74', 80' - Jorde 78' - Omarsdottir 83' (pen.) | Reporte   |            | Árbitra: Louise Thompson             | Árbitra: Louise Thompson |

| 20 de octubre de 2021 | Polonia | 0:4 (0:2) | Italia                                              | Stadio di Monteortone, Abano Terme, Italia |                          |
| 15:00 (CET)           |         | Reporte   | - 27' Arcangeli - 45+1' Giai - 90+2', 90+3' Beccari | Árbitra: Teresa Oliveira                   | Árbitra: Teresa Oliveira |

| 23 de octubre de 2021 | Italia | 9:0 (5:0) | Azerbaiyán | Stadio Comunale di Caldiero, Caldiero, Italia |                          |
| 14:00 (CET)           | - Pfattner 11', 26', 35' - Arcangeli 28' - Larenza 32' - Corelli 47', 90+2' (pen.) - Cochis 78' - Beccari 82' (pen.) | Reporte   |            | Árbitra: Teresa Oliveira                      | Árbitra: Teresa Oliveira |

| 23 de octubre de 2021 | Noruega                                   | 3:1 (1:0) | Polonia        | Comunale di Mogliano Veneto, Mogliano Veneto, Italia |                           |
| 15:00 (CET)           | - Omarsdottir 12' - Kyvag 61' - Sørbo 87' | Reporte   | - 63' Krezyman | Árbitra: Jelena Cvetković                            | Árbitra: Jelena Cvetković |

| 26 de octubre de 2021 | Azerbaiyán | 0:2 (0:0) | Polonia                         | Campo Comunale Maserà, Padua, Italia |                          |
| 15:00 (CET)           |            | Reporte   | - 50' Bieszczad - 90+1' Skupień | Árbitra: Louise Thompson             | Árbitra: Louise Thompson |

| 26 de octubre de 2021 | Italia         | 1:1 (1:0) | Noruega           | Stadio di Monteortone, Abano Terme, Italia |                           |
| 15:00 (CET)           | - Arcangeli 4' | Reporte   | - 56' Omarsdottir | Árbitra: Jelena Cvetković                  | Árbitra: Jelena Cvetković |

### Liga B

#### Grupo B1
Sede: Bielorrusia
| Equipo              | Pts | PJ | PG | PE | PP | GF | GC | Dif |
| ------------------- | --- | -- | -- | -- | -- | -- | -- | --- |
| Bielorrusia         | 9   | 3  | 3  | 0  | 0  | 14 | 1  | +13 |
| Macedonia del Norte | 6   | 3  | 2  | 0  | 1  | 8  | 5  | +3  |
| Islas Feroe         | 3   | 3  | 1  | 0  | 2  | 2  | 8  | -6  |
| Chipre              | 0   | 3  | 0  | 0  | 3  | 2  | 12 | -10 |

| 20 de octubre de 2021 | Bielorrusia                                                                     | 6:0 (4:0) | Chipre | Estadio Spartak, Maguilov, Bielorrusia |                             |
| 12:00 (CET)           | - Surovtseva 4', 89' - Pobegaylo 10' - Asmykovich 35' (pen.), 90+1' - Bakum 42' | Reporte   |        | Árbitra: Jelena Jermolajeva            | Árbitra: Jelena Jermolajeva |

| 20 de octubre de 2021 | Macedonia del Norte                                     | 3:0 (1:0) | Islas Feroe | Estadio Spartak, Maguilov, Bielorrusia |                           |
| 18:00 (CET)           | - Nikolovska 33' - Bozhinoska 74' - Mojsoska 87' (pen.) | Reporte   |             | Árbitra: Michalina Diakow              | Árbitra: Michalina Diakow |

| 23 de octubre de 2021 | Islas Feroe                 | 2:0 (0:0) | Chipre | Estadio Spartak, Maguilov, Bielorrusia |                           |
| 12:00 (CET)           | - Á Dalinum 61' - Olsen 72' | Reporte   |        | Árbitra: Michalina Diakow              | Árbitra: Michalina Diakow |

| 23 de octubre de 2021 | Bielorrusia                                         | 3:1 (1:0) | Macedonia del Norte | Estadio Spartak, Maguilov, Bielorrusia |                        |
| 18:00 (CET)           | - Asmykovich 14' (pen.) - Yakusik 58' - Kapysha 87' | Reporte   | - 60' Nikolovska    | Árbitra: Vera Opeykina                 | Árbitra: Vera Opeykina |

| 26 de octubre de 2021 | Chipre                       | 2:4 (2:1) | Macedonia del Norte                                      | Estadio Spartak, Maguilov, Bielorrusia |                             |
| 13:00 (CET)           | - Kyriakidi 21' - Zamani 24' | Reporte   | - 35' Nikolovska - 55', 79' (pen.) Nedeva - 90' Cokleska | Árbitra: Jelena Jermolajeva            | Árbitra: Jelena Jermolajeva |

| 26 de octubre de 2021 | Islas Feroe | 0:5 (0:3) | Bielorrusia                                                | Estadio Spartak, Maguilov, Bielorrusia |                        |
| 13:00 (CET)           |             | Reporte   | - 7', 12', 27' Bakum - 69' Pobegaylo - 85' (a.g.) Petersen | Árbitra: Vera Opeykina                 | Árbitra: Vera Opeykina |

#### Grupo B2
Sede: Bulgaria
| Equipo     | Pts | PJ | PG | PE | PP | GF | GC | Dif |
| ---------- | --- | -- | -- | -- | -- | -- | -- | --- |
| Bulgaria   | 9   | 3  | 3  | 0  | 0  | 10 | 1  | +9  |
| Grecia     | 6   | 3  | 2  | 0  | 1  | 12 | 3  | +9  |
| Lituania   | 3   | 3  | 1  | 0  | 2  | 3  | 10 | -7  |
| Kazajistán | 0   | 3  | 0  | 0  | 3  | 0  | 11 | -11 |

| 20 de octubre de 2021 | Grecia                                                                                                  | 7:0 (3:0) | Kazajistán | Stadion Druzhba, Dobrich, Bulgaria |                         |
| 13:30 (CET)           | - Papaioannou 2', 77' - Baxevanou 4' - Papatheodorou 17' - Markoutsa 55' - Zotou 90+3' - Giannaka 90+5' | Reporte   |            | Árbitra: Sofik Torosyan            | Árbitra: Sofik Torosyan |

| 20 de octubre de 2021 | Lituania         | 1:5 (0:2) | Bulgaria                                                             | Albena 1, Albena, Bulgaria  |                             |
| 13:30 (CET)           | - Dockaitė 90+1' | Reporte   | - 27', 30' Ivanova - 65' Yordanova - 67' D. Ivanova - 69' N. Ivanova | Árbitra: Neslihan Muratdagi | Árbitra: Neslihan Muratdagi |

| 23 de octubre de 2021 | Grecia                                                            | 5:1 (4:0) | Lituania            | Stadion Druzhba, Dobrich, Bulgaria |                          |
| 13:30 (CET)           | - Plakia 17' - Giannaka 20' - Kalesi 24', 45+2' - Papaioannou 77' | Reporte   | - 66' Proscevičiūtė | Árbitra: Catarina Campos           | Árbitra: Catarina Campos |

| 23 de octubre de 2021 | Bulgaria                                         | 3:0 (2:0) | Kazajistán | Albena 1, Albena, Bulgaria  |                             |
| 13:30 (CET)           | - Dimitrova 4' - D. Ivanova 26' - N. Ivanova 64' | Reporte   |            | Árbitra: Neslihan Muratdagi | Árbitra: Neslihan Muratdagi |

| 26 de octubre de 2021 | Kazajistán | 0:1 (0:0) | Lituania              | Stadion Druzhba, Dobrich, Bulgaria |                         |
| 13:30 (CET)           |            | Reporte   | - 90+1' Proscevičiūtė | Árbitra: Sofik Torosyan            | Árbitra: Sofik Torosyan |

| 26 de octubre de 2021 | Bulgaria                          | 2:0 (0:0) | Grecia | Albena 1, Albena, Bulgaria |                          |
| 13:30 (CET)           | - D. Ivanova 54' - N. Ivanova 60' | Reporte   |        | Árbitra: Catarina Campos   | Árbitra: Catarina Campos |

#### Grupo B3
Sede: Andorra
| Equipo   | Pts | PJ | PG | PE | PP | GF | GC | Dif |
| -------- | --- | -- | -- | -- | -- | -- | -- | --- |
| Gales    | 9   | 3  | 3  | 0  | 0  | 11 | 1  | +10 |
| Albania  | 4   | 3  | 1  | 1  | 1  | 2  | 4  | -2  |
| Andorra  | 3   | 3  | 1  | 0  | 2  | 1  | 4  | -4  |
| Moldavia | 1   | 3  | 0  | 1  | 2  | 0  | 5  | -5  |

| 19 de octubre de 2021 | Moldavia | 0:0     | Albania | Centre d'Entrenament de la FAF, Andorra la Vieja, Andorra |                               |
| 12:00 (CET)           |          | Reporte |         | Árbitra: Andromachi Tsiofliki                             | Árbitra: Andromachi Tsiofliki |

| 19 de octubre de 2021 | Gales                                    | 3:0 (2:0) | Andorra | Estadio Nacional de Andorra, Andorra la Vieja, Andorra |                      |
| 16:00 (CET)           | - Hilliard 22', 39' - McAteer 50' (pen.) | Reporte   |         | Árbitra: Tanja Racic                                   | Árbitra: Tanja Racic |

| 22 de octubre de 2021 | Gales                                           | 4:0 (1:0) | Moldavia | Centre d'Entrenament de la FAF, Andorra la Vieja, Andorra |                       |
| 12:00 (CET)           | - Hilliard 14' - Poole 67', 90+2' - McAteer 69' | Reporte   |          | Árbitra: Reelika Turi                                     | Árbitra: Reelika Turi |

| 22 de octubre de 2021 | Albania       | 1:0 (0:0) | Andorra | Estadio Nacional de Andorra, Andorra la Vieja, Andorra |                               |
| 12:00 (CET)           | - Tanushi 90' | Reporte   |         | Árbitra: Andromachi Tsiofliki                          | Árbitra: Andromachi Tsiofliki |

| 25 de octubre de 2021 | Andorra              | 1:0 (0:0) | Moldavia | Estadio Nacional de Andorra, Andorra la Vieja, Andorra |                      |
| 15:00 (CET)           | - Montero Garcia 64' | Reporte   |          | Árbitra: Tanja Racic                                   | Árbitra: Tanja Racic |

| 25 de octubre de 2021 | Albania              | 1:4 (0:2) | Gales                                 | Centre d'Entrenament de la FAF, Andorra la Vieja, Andorra |                       |
| 15:00 (CET)           | - Iliadhi 83' (pen.) | Reporte   | - 26' Taylor - 44', 48', 90+10' Poole | Árbitra: Reelika Turi                                     | Árbitra: Reelika Turi |

#### Grupo B4
Sede: Malta
| Equipo  | Pts | PJ | PG | PE | PP | GF | GC | Dif |
| ------- | --- | -- | -- | -- | -- | -- | -- | --- |
| Rumania | 9   | 3  | 3  | 0  | 0  | 8  | 3  | +5  |
| Israel  | 4   | 3  | 1  | 1  | 1  | 2  | 1  | 0   |
| Georgia | 4   | 3  | 1  | 1  | 1  | 3  | 3  | 0   |
| Malta   | 0   | 3  | 0  | 0  | 3  | 2  | 7  | -5  |

| 20 de octubre de 2021 | Israel     | 1:0 (0:0) | Malta | Centenary Stadium, Ta' Qali, Malta |                         |
| 11:00 (CET)           | - Levi 60' | Reporte   |       | Árbitra: Emanuela Rusta            | Árbitra: Emanuela Rusta |

| 20 de octubre de 2021 | Georgia             | 1:2 (1:1) | Rumania                      | Centenary Stadium, Ta' Qali, Malta |                         |
| 16:00 (CET)           | - Mtskerashvili 43' | Reporte   | - 37' Borodi - 60' Balaceanu | Árbitra: Viki De Cremer            | Árbitra: Viki De Cremer |

| 23 de octubre de 2021 | Israel       | 1:1 (1:0) | Georgia          | Centenary Stadium, Ta' Qali, Malta |                           |
| 11:00 (CET)           | - Sirota 33' | Reporte   | - 46' Sulashvili | Árbitra: Aleksandra Česen          | Árbitra: Aleksandra Česen |

| 23 de octubre de 2021 | Rumania                                                                    | 5:2 (3:1) | Malta                        | Centenary Stadium, Ta' Qali, Malta |                         |
| 16:00 (CET)           | - Bumbar 5' - Botojel 14' (pen.) - Balaceanu 32' - Borodi 51' - Frîncu 52' | Reporte   | - 45' Willis - 86' Camilleri | Árbitra: Viki De Cremer            | Árbitra: Viki De Cremer |

| 26 de octubre de 2021 | Malta | 0:1 (0:1) | Georgia          | Centenary Stadium, Ta' Qali, Malta |                         |
| 11:00 (CET)           |       | Reporte   | - 32' Sulashvili | Árbitra: Emanuela Rusta            | Árbitra: Emanuela Rusta |

| 26 de octubre de 2021 | Rumania        | 1:0 (1:0) | Israel | Centenary Stadium, Ta' Qali, Malta |                           |
| 16:00 (CET)           | - Pînzariu 20' | Reporte   |        | Árbitra: Aleksandra Česen          | Árbitra: Aleksandra Česen |

#### Grupo B5
Sede: Croacia
| Equipo        | Pts | PJ | PG | PE | PP | GF | GC | Dif |
| ------------- | --- | -- | -- | -- | -- | -- | -- | --- |
| Croacia       | 9   | 3  | 3  | 0  | 0  | 6  | 1  | +5  |
| Kosovo        | 6   | 3  | 2  | 0  | 1  | 5  | 2  | +3  |
| Liechtenstein | 1   | 3  | 0  | 1  | 2  | 1  | 4  | -3  |
| Letonia       | 1   | 3  | 0  | 1  | 2  | 1  | 6  | -5  |

| 19 de octubre de 2021 | Letonia | 0:3 (0:2) | Kosovo                                  | Veli Jože, Poreč, Croacia |                      |
| 11:00 (CET)           |         | Reporte   | - 2' Xhemaj - 13' Bajrami - 70' Berisha | Árbitra: Cansu Tryak      | Árbitra: Cansu Tryak |

| 19 de octubre de 2021 | Croacia                      | 2:0 (1:0) | Liechtenstein | Estadio Aldo Drosina, Pula, Croacia |                             |
| 15:30 (CET)           | - Matanić 42' - Krznaric 50' | Reporte   |               | Árbitra: Irena Velevačkoska         | Árbitra: Irena Velevačkoska |

| 22 de octubre de 2021 | Kosovo                   | 2:1 (1:1) | Liechtenstein  | Veli Jože, Poreč, Croacia |                      |
| 11:00 (CET)           | - Berisha 5' (pen.), 65' | Reporte   | - 16' Stampfli | Árbitra: Cansu Tryak      | Árbitra: Cansu Tryak |

| 22 de octubre de 2021 | Croacia                                      | 3:1 (1:1) | Letonia          | Estadio Aldo Drosina, Pula, Croacia |                         |
| 15:30 (CET)           | - Šabašov 45+3' - Domazet 58' - Blažević 70' | Reporte   | - 30' Poļuhoviča | Árbitra: María Martínez             | Árbitra: María Martínez |

| 25 de octubre de 2021 | Liechtenstein | 0:0     | Letonia | Veli Jože, Poreč, Croacia   |                             |
| 11:00 (CET)           |               | Reporte |         | Árbitra: Irena Velevačkoska | Árbitra: Irena Velevačkoska |

| 25 de octubre de 2021 | Kosovo | 0:1 (0:1) | Croacia             | Estadio Aldo Drosina, Pula, Croacia |                         |
| 11:00 (CET)           |        | Reporte   | - 36' (a.g.) Avdili | Árbitra: María Martínez             | Árbitra: María Martínez |

#### Grupo B6
Sede: Bosnia y Herzegovina
| Equipo               | Pts | PJ | PG | PE | PP | GF | GC | Dif |
| -------------------- | --- | -- | -- | -- | -- | -- | -- | --- |
| Bosnia y Herzegovina | 9   | 3  | 3  | 0  | 0  | 18 | 0  | +18 |
| Montenegro           | 6   | 3  | 2  | 0  | 1  | 6  | 1  | +5  |
| Estonia              | 3   | 3  | 1  | 0  | 2  | 6  | 6  | 0   |
| Armenia              | 0   | 3  | 0  | 0  | 3  | 0  | 23 | -23 |

| 19 de octubre de 2021 | Bosnia y Herzegovina | 13:0 (8:0) | Armenia | Gradski Stadium Mostar, Mostar, Bosnia y Herzegovina |                               |
| 14:30 (CET)           | - Pandžić 6' - Šabanović 8', 30' - Jelčić 11', 24', 35' - Milinković 15', 23' - Japić 47', 90+4' - Husić 54' (pen.) - Huremović 60', 78' | Reporte    |         | Árbitra: Alexandra Ponomareva                        | Árbitra: Alexandra Ponomareva |

| 19 de octubre de 2021 | Estonia | 0:2 (0:0) | Montenegro                     | Estadio Pecara, Široki Brijeg, Bosnia y Herzegovina |                        |
| 14:30 (CET)           |         | Reporte   | - 65' Petrović - 81' Simonović | Árbitra: Emilie Dokset                              | Árbitra: Emilie Dokset |

| 22 de octubre de 2021 | Bosnia y Herzegovina                      | 4:0 (3:0) | Estonia | Estadio Pecara, Široki Brijeg, Bosnia y Herzegovina |                       |
| 14:30 (CET)           | - Jelčić 8', 26', 31' (pen.) - Smajić 63' | Reporte   |         | Árbitra: Rasa Grigonė                               | Árbitra: Rasa Grigonė |

| 22 de octubre de 2021 | Montenegro                                               | 4:0 (4:0) | Armenia | Gradski Stadium Mostar, Mostar, Bosnia y Herzegovina |                        |
| 14:30 (CET)           | - Simonović 26' - Petrović 28' - Ralević 30' - Bicić 36' | Reporte   |         | Árbitra: Emilie Dokset                               | Árbitra: Emilie Dokset |

| 25 de octubre de 2021 | Armenia | 0:6 (0:2) | Estonia                                             | Estadio Pecara, Široki Brijeg, Bosnia y Herzegovina |                               |
| 14:30 (CET)           |         | Reporte   | - 34' Teern - 42', 65', 73' Saulus - 52', 77' Hüdsi | Árbitra: Alexandra Ponomareva                       | Árbitra: Alexandra Ponomareva |

| 25 de octubre de 2021 | Montenegro | 0:1 (0:1) | Bosnia y Herzegovina | Gradski Stadium Mostar, Mostar, Bosnia y Herzegovina |                       |
| 14:30 (CET)           |            | Reporte   | - 16' Jelčić         | Árbitra: Rasa Grigonė                                | Árbitra: Rasa Grigonė |

#### Ranking de los segundos puestos
Clasificación provisional de segundos de grupo tras los partidos disputados el octubre de 2021:
| Pos. | Grupo | Equipo              | PJ | PG | PE | PP | GF | GC | DG | Pts |
| ---- | ----- | ------------------- | -- | -- | -- | -- | -- | -- | -- | --- |
| 1    | B2    | Grecia              | 3  | 2  | 0  | 1  | 12 | 3  | +9 | 6   |
| 2    | B6    | Montenegro          | 3  | 2  | 0  | 1  | 6  | 1  | +5 | 6   |
| 3    | B1    | Macedonia del Norte | 3  | 2  | 0  | 1  | 8  | 5  | +3 | 6   |
| 4    | B5    | Kosovo              | 3  | 2  | 0  | 1  | 5  | 2  | +3 | 6   |
| 5    | B4    | Georgia             | 3  | 1  | 1  | 1  | 3  | 3  | 0  | 4   |
| 6    | B3    | Albania             | 3  | 1  | 1  | 1  | 2  | 4  | -2 | 4   |

## Segunda Ronda
Los 21 equipos de la Primera Ronda de la Liga A y los 7 equipos de la Segunda Ronda de la Liga B (seis ganadores de grupo y el mejor subcampeón) se dividen en siete grupos de cuatro equipos.

### Liga A

#### Grupo A1
Sede: Suecia
| Equipo    | Pts | PJ | PG | PE | PP | GF | GC | Dif |
| --------- | --- | -- | -- | -- | -- | -- | -- | --- |
| Suecia    | 9   | 3  | 3  | 0  | 0  | 10 | 2  | +8  |
| Dinamarca | 6   | 3  | 2  | 0  | 1  | 7  | 3  | +4  |
| Polonia   | 3   | 3  | 1  | 0  | 2  | 9  | 9  | 0   |
| Croacia   | 0   | 3  | 0  | 0  | 3  | 0  | 12 | -12 |

| 6 de abril de 2022 | Dinamarca               | 2:0 (2:0) | Croacia | Borås Arena, Borås, Suecia |                         |
| 11:00 (CET)        | - Rhode 31' - Rylov 40' | Reporte   |         | Árbitra: Viki De Cremer    | Árbitra: Viki De Cremer |

| 6 de abril de 2022 | Polonia                  | 2:4 (0:2) | Suecia                                          | Borås Arena, Borås, Suecia |                        |
| 16:30 (CET)        | - Buś 66' - Krezyman 80' | Reporte   | - 29' Wangerheim - 31', 75' Björk - 50' Vinberg | Árbitra: Katalin Sipos     | Árbitra: Katalin Sipos |

| 9 de abril de 2022 | Dinamarca                                                 | 5:1 (1:1) | Polonia     | Borås Arena, Borås, Suecia |                            |
| 11:00 (CET)        | - Rylov 45+3' - Knudsen 65' - Dudek 77' - Olesen 80', 82' | Reporte   | - 8' Wróbel | Árbitra: Veronika Kovarova | Árbitra: Veronika Kovarova |

| 9 de abril de 2022 | Suecia                                                    | 4:0 (1:0) | Croacia | Borås Arena, Borås, Suecia |                        |
| 16:30 (CET)        | - Akgün 14' - Wangerheim 60' - Högberg 78' - Rehnberg 81' | Reporte   |         | Árbitra: Katalin Sipos     | Árbitra: Katalin Sipos |

| 12 de abril de 2022 | Croacia | 0:6 (0:1) | Polonia                                                                | Bravida Arena, Gotemburgo, Suecia |                         |
| 16:00 (CET)         |         | Reporte   | - 18' Duchnowska - 54' (pen.), 90+4' Wróbel - 75' Buś - 83', 85' Sobal | Árbitra: Viki De Cremer           | Árbitra: Viki De Cremer |

| 12 de abril de 2022 | Suecia              | 2:0 (0:0) | Dinamarca | Borås Arena, Borås, Suecia |                            |
| 16:00 (CET)         | - Rehnberg 61', 87' | Reporte   |           | Árbitra: Veronika Kovarova | Árbitra: Veronika Kovarova |

#### Grupo A2
Sede: Alemania
| Equipo      | Pts                                      | PJ                                       | PG                                       | PE                                       | PP                                       | GF                                       | GC                                       | Dif                                      |
| ----------- | ---------------------------------------- | ---------------------------------------- | ---------------------------------------- | ---------------------------------------- | ---------------------------------------- | ---------------------------------------- | ---------------------------------------- | ---------------------------------------- |
| Alemania    | 1                                        | 1                                        | 0                                        | 1                                        | 0                                        | 1                                        | 1                                        | 0                                        |
| Finlandia   | 1                                        | 1                                        | 0                                        | 1                                        | 0                                        | 1                                        | 1                                        | 0                                        |
| Rusia       | Suspendido por la Invasión Rusia-Ucrania | Suspendido por la Invasión Rusia-Ucrania | Suspendido por la Invasión Rusia-Ucrania | Suspendido por la Invasión Rusia-Ucrania | Suspendido por la Invasión Rusia-Ucrania | Suspendido por la Invasión Rusia-Ucrania | Suspendido por la Invasión Rusia-Ucrania | Suspendido por la Invasión Rusia-Ucrania |
| Bielorrusia | Suspendido por la Invasión Rusia-Ucrania | Suspendido por la Invasión Rusia-Ucrania | Suspendido por la Invasión Rusia-Ucrania | Suspendido por la Invasión Rusia-Ucrania | Suspendido por la Invasión Rusia-Ucrania | Suspendido por la Invasión Rusia-Ucrania | Suspendido por la Invasión Rusia-Ucrania | Suspendido por la Invasión Rusia-Ucrania |

| 6 de abril de 2022 | Rusia | vs.     | Finlandia |               |               |
| 00:00 (CET)        |       | Reporte |           | Árbitra: [[]] | Árbitra: [[]] |

| 6 de abril de 2022 | Alemania | vs.     | Bielorrusia |               |               |
| 00:00 (CET)        |          | Reporte |             | Árbitra: [[]] | Árbitra: [[]] |

| 9 de abril de 2022 | Finlandia | vs.     | Bielorrusia |               |               |
| 00:00 (CET)        |           | Reporte |             | Árbitra: [[]] | Árbitra: [[]] |

| 9 de abril de 2022 | Alemania | vs.     | Rusia |               |               |
| 00:00 (CET)        |          | Reporte |       | Árbitra: [[]] | Árbitra: [[]] |

| 12 de abril de 2022 | Bielorrusia | vs.     | Rusia |               |               |
| 00:00 (CET)         |             | Reporte |       | Árbitra: [[]] | Árbitra: [[]] |

| 12 de abril de 2022 | Finlandia                                                   | 1:1 (1:1) (1:2 p.)         | Alemania                                     | Paul-Janes-Stadion, Düsseldorf, Alemania |                        |
| 12:00 (CET)         | - Sevenius 17'                                              | Reporte                    | - 11' Keles                                  | Árbitra: Frida Nielsen                   | Árbitra: Frida Nielsen |
|                     |                                                             | Tiros desde el punto penal |                                              |                                          |                        |
|                     | - Forsblom - Sevenius - S. Hillberg - L. Hillberg - Juusela |                            | - I. Acikgöz - D. Acikgöz - Diehm - Fröhlich |                                          |                        |

#### Grupo A3
Sede: Inglaterra
| Equipo     | Pts | PJ | PG | PE | PP | GF | GC | Dif |
| ---------- | --- | -- | -- | -- | -- | -- | -- | --- |
| Inglaterra | 9   | 3  | 3  | 0  | 0  | 8  | 0  | +8  |
| Bélgica    | 4   | 3  | 1  | 1  | 1  | 3  | 5  | -2  |
| Gales      | 4   | 3  | 1  | 1  | 1  | 2  | 4  | -2  |
| Islandia   | 0   | 3  | 0  | 0  | 3  | 1  | 5  | -4  |

| 6 de abril de 2022 | Inglaterra                            | 3:0 (0:0) | Gales | St George's Park - Pista 4, Burton upon Trent, Inglaterra |                          |
| 12:30 (CET)        | - Ross 54' - Goodwin 57' - Watson 84' | Reporte   |       | Árbitra: Zulema González                                  | Árbitra: Zulema González |

| 6 de abril de 2022 | Islandia             | 1:2 (0:1) | Bélgica                    | St George's Park - Pista 4, Burton upon Trent, Inglaterra |                         |
| 18:30 (CET)        | - Kristinsdóttir 57' | Reporte   | - 27' Vanzeir - 74' Jacobs | Árbitra: Victoria Beyer                                   | Árbitra: Victoria Beyer |

| 9 de abril de 2022 | Inglaterra                         | 2:0 (0:0) | Islandia | St George's Park - Pista 4, Burton upon Trent, Inglaterra |                          |
| 12:30 (CET)        | - Beever-Jones 51' - Gregory 90+1' | Reporte   |          | Árbitra: Karoline Wacker                                  | Árbitra: Karoline Wacker |

| 9 de abril de 2022 | Bélgica                | 1:1 (1:1) | Gales         | St George's Park - Pista 4, Burton upon Trent, Inglaterra |                         |
| 18:30 (CET)        | - Vanzeir 45+2' (pen.) | Reporte   | - 43' Mcgowan | Árbitra: Victoria Beyer                                   | Árbitra: Victoria Beyer |

| 12 de abril de 2022 | Gales       | 1:0 (0:0) | Islandia | University Stadium, Loughborough, Inglaterra |                          |
| 12:30 (CET)         | - Poole 68' | Reporte   |          | Árbitra: Zulema González                     | Árbitra: Zulema González |

| 12 de abril de 2022 | Bélgica | 0:3 (0:0) | Inglaterra                   | St George's Park - Pista 4, Burton upon Trent, Inglaterra |                          |
| 12:30 (CET)         |         | Reporte   | - 71', 76', 85' Beever-Jones | Árbitra: Karoline Wacker                                  | Árbitra: Karoline Wacker |

#### Grupo A4
Sede: Austria
| Equipo   | Pts | PJ | PG | PE | PP | GF | GC | Dif |
| -------- | --- | -- | -- | -- | -- | -- | -- | --- |
| Noruega  | 9   | 3  | 3  | 0  | 0  | 12 | 0  | +12 |
| Austria  | 6   | 3  | 2  | 0  | 1  | 5  | 1  | +4  |
| Ucrania  | 1   | 3  | 0  | 1  | 2  | 0  | 6  | -6  |
| Bulgaria | 1   | 3  | 0  | 1  | 2  | 0  | 10 | -10 |

| 10 de mayo de 2022 | Ucrania | 0:5 (0:3) | Noruega                                                   | Sportschule Lindabrunn, Enzesfeld-Lindabrunn, Austria |                        |
| 12:00 (CET)        |         | Reporte   | - 9' Tandberg - 18' Sørbo - 42', 77' Isaksen - 90+3' Fink | Árbitra: Katalin Sipos                                | Árbitra: Katalin Sipos |

| 10 de mayo de 2022 | Austria                                           | 4:0 (1:0) | Bulgaria | FCM Traiskirchen, Traiskirchen, Austria |                              |
| 18:00 (CET)        | - Wirnsberger 45+4' - Felix 66', 69' - Kraker 70' | Reporte   |          | Árbitra: Franziska Wildfeuer            | Árbitra: Franziska Wildfeuer |

| 13 de mayo de 2022 | Noruega                                                                       | 6:0 (2:0) | Bulgaria | Sportschule Lindabrunn, Enzesfeld-Lindabrunn, Austria |                        |
| 12:00 (CET)        | - Tandberg 19' - Kyvag 26' - Omarsdottir 66' (pen.), 77', 90+3' - Isaksen 89' | Reporte   |          | Árbitra: Katalin Sipos                                | Árbitra: Katalin Sipos |

| 13 de mayo de 2022 | Austria       | 1:0 (1:0) | Ucrania | FCM Traiskirchen, Traiskirchen, Austria |                       |
| 18:00 (CET)        | - Pfanner 15' | Reporte   |         | Árbitra: Sabina Bolic                   | Árbitra: Sabina Bolic |

| 16 de mayo de 2022 | Bulgaria | 0:0     | Ucrania | Sportschule Lindabrunn, Enzesfeld-Lindabrunn, Austria |                              |
| 18:00 (CET)        |          | Reporte |         | Árbitra: Franziska Wildfeuer                          | Árbitra: Franziska Wildfeuer |

| 16 de mayo de 2022 | Noruega       | 1:0 (0:0) | Austria | FCM Traiskirchen, Traiskirchen, Austria |                       |
| 18:00 (CET)        | - Isaksen 56' | Reporte   |         | Árbitra: Sabina Bolic                   | Árbitra: Sabina Bolic |

#### Grupo A5
Sede: Italia
| Equipo               | Pts | PJ | PG | PE | PP | GF | GC | Dif |
| -------------------- | --- | -- | -- | -- | -- | -- | -- | --- |
| Italia               | 9   | 3  | 3  | 0  | 0  | 12 | 2  | +10 |
| Hungría              | 6   | 3  | 2  | 0  | 1  | 6  | 5  | +1  |
| Suiza                | 3   | 3  | 1  | 0  | 2  | 9  | 5  | +4  |
| Bosnia y Herzegovina | 0   | 3  | 0  | 0  | 3  | 1  | 16 | -15 |

| 6 de abril de 2022 | Hungría                  | 2:1 (1:0) | Suiza         | Campo Sportivo di Curtarolo, Curtarolo, Italia |                         |
| 10:00 (CET)        | - Sali 2' - Lelovics 48' | Reporte   | - 59' Li Puma | Árbitra: Shona Shukrula                        | Árbitra: Shona Shukrula |

| 6 de abril de 2022 | Italia                                                               | 6:0 (2:0) | Bosnia y Herzegovina | Stadio di Monteortone, Abano Terme, Italia |                          |
| 12:30 (CET)        | - Bertucci 21' - Ferrara 32' - Arcangeli 48', 69' - Beccari 76', 87' | Reporte   |                      | Árbitra: Teresa Oliveira                   | Árbitra: Teresa Oliveira |

| 9 de abril de 2022 | Suiza                                                                              | 7:0 (2:0) | Bosnia y Herzegovina | Campo Sportivo di Curtarolo, Curtarolo, Italia |                         |
| 10:00 (CET)        | - Potier 23', 31', 69' - Ueltschi 49' - Regazzoni 58' - Vallotto 60' - Schefer 79' | Reporte   |                      | Árbitra: Shona Shukrula                        | Árbitra: Shona Shukrula |

| 9 de abril de 2022 | Italia                                              | 3:1 (2:0) | Hungría      | Stadio di Monteortone, Abano Terme, Italia |                           |
| 12:30 (CET)        | - Beccari 11' - Pfattner 23' - Arcangeli 87' (pen.) | Reporte   | - 59' Németh | Árbitra: Michalina Diakow                  | Árbitra: Michalina Diakow |

| 12 de abril de 2022 | Bosnia y Herzegovina | 1:3 (0:2) | Hungría                           | Stadio di Monteortone, Abano Terme, Italia |                          |
| 12:30 (CET)         | - Smajić 70'         | Reporte   | - 6', 44' Siber - 50' (pen.) Nagy | Árbitra: Teresa Oliveira                   | Árbitra: Teresa Oliveira |

| 12 de abril de 2022 | Suiza          | 1:3 (0:3) | Italia                              | Estadio Euganeo, Padua, Italia |                           |
| 12:30 (CET)         | - Vallotto 62' | Reporte   | - 10', 25' Pfattner - 14' Arcangeli | Árbitra: Michalina Diakow      | Árbitra: Michalina Diakow |

#### Grupo A6
Sede: Portugal
| Equipo       | Pts | PJ | PG | PE | PP | GF | GC | Dif |
| ------------ | --- | -- | -- | -- | -- | -- | -- | --- |
| España       | 7   | 3  | 2  | 1  | 0  | 17 | 2  | +15 |
| Países Bajos | 7   | 3  | 2  | 1  | 0  | 9  | 2  | +7  |
| Portugal     | 3   | 3  | 1  | 0  | 2  | 3  | 9  | -6  |
| Rumania      | 0   | 3  | 0  | 0  | 3  | 1  | 17 | -16 |

| 6 de abril de 2022 | Portugal | 0:2 (0:1) | Países Bajos                    | Cidade Desportiva do SC Braga, Braga, Portugal |                        |
| 15:00 (CET)        |          | Reporte   | - 38' Henry - 90+3' van Straten | Árbitra: Maria Marotta                         | Árbitra: Maria Marotta |

| 6 de abril de 2022 | España | 9:0 (2:0) | Rumania | Sports Center CF Fão, Fão, Portugal |                           |
| 15:00 (CET)        | - Lloris 29' - Fiamma 40' (pen.), 63', 72', 90+4' - Uria 47' - Baradad 84' - Álvarez 87' - Paralluelo 90' | Reporte   |         | Árbitra: Miriama Matulova           | Árbitra: Miriama Matulova |

| 9 de abril de 2022 | Países Bajos                                                 | 5:0 (0:0) | Rumania | Estádio Municipal de Fafe, Fafe, Portugal |                        |
| 15:00 (CET)        | - Noordman 50' - Henry 60' - Hulst 65', 86' - Van Gool 90+1' | Reporte   |         | Árbitra: Maria Marotta                    | Árbitra: Maria Marotta |

| 9 de abril de 2022 | España                                                                    | 6:0 (3:0) | Portugal | Sports Center CF Fão, Fão, Portugal |                           |
| 15:00 (CET)        | - Rodrigues 5' (a.g.) - Bartel 43' - Álvarez 45', 63', 66' - Mingueza 52' | Reporte   |          | Árbitra: Abigail Marriott           | Árbitra: Abigail Marriott |

| 12 de abril de 2022 | Rumania         | 1:3 (1:0) | Portugal                                | Cidade Desportiva do SC Braga, Braga, Portugal |                           |
| 15:00 (CET)         | - Balaceanu 20' | Reporte   | - 47' Leonor - 62' Theriez - 86' Miller | Árbitra: Miriama Matulova                      | Árbitra: Miriama Matulova |

| 12 de abril de 2022 | Países Bajos                     | 2:2 (0:1) | España                    | Estadio Municipal 22 de Junio, Vila Nova de Famalicão, Portugal |                           |
| 15:00 (CET)         | - Henry 70' - Gallego 86' (a.g.) | Reporte   | - 15' Valle - 88' Baradad | Árbitra: Abigail Marriott                                       | Árbitra: Abigail Marriott |

#### Grupo A7
Sede: República Checa
| Equipo              | Pts | PJ | PG | PE | PP | GF | GC | Dif |
| ------------------- | --- | -- | -- | -- | -- | -- | -- | --- |
| Francia             | 9   | 3  | 3  | 0  | 0  | 11 | 1  | +10 |
| Irlanda             | 6   | 3  | 2  | 0  | 1  | 3  | 3  | 0   |
| Grecia              | 3   | 3  | 1  | 0  | 2  | 3  | 5  | -2  |
| República Checa (H) | 0   | 3  | 0  | 0  | 3  | 2  | 10 | -8  |

| 6 de abril de 2022 | Francia                                 | 3:0 (1:0) | Grecia | Bazaly, Ostrava, República Checa |                             |
| 13:00 (CET)        | - Blanc 13' - Fontaine 53' - Traore 90' | Reporte   |        | Árbitra: Araksya Saribekyan      | Árbitra: Araksya Saribekyan |

| 6 de abril de 2022 | Irlanda              | 2:0 (0:0) | República Checa | Stadion v Městských sadech, Opava, República Checa |                          |
| 16:00 (CET)        | - Doherty 49', 90+4' | Reporte   |                 | Árbitra: Catarina Campos                           | Árbitra: Catarina Campos |

| 9 de abril de 2022 | República Checa | 1:3 (1:0) | Grecia                                          | Stadion v Městských sadech, Opava, República Checa |                          |
| 13:00 (CET)        | - Thanhová 12'  | Reporte   | - 58' Zotou - 82' Papatheodorou - 85' Baxevanou | Árbitra: Catarina Campos                           | Árbitra: Catarina Campos |

| 9 de abril de 2022 | Francia                                     | 3:0 (1:0) | Irlanda | Bazaly, Ostrava, República Checa |                     |
| 13:00 (CET)        | - Traore 11' - Becho 47' (pen.) - Nassi 75' | Reporte   |         | Árbitra: Alina Peşu              | Árbitra: Alina Peşu |

| 12 de abril de 2022 | Grecia | 0:1 (0:0) | Irlanda         | Bazaly, Ostrava, República Checa |                             |
| 13:00 (CET)         |        | Reporte   | - 90+4' Doherty | Árbitra: Araksya Saribekyan      | Árbitra: Araksya Saribekyan |

| 12 de abril de 2022 | República Checa | 1:5 (1:3) | Francia                                              | Stovky, Frýdek-Místek, República Checa |                     |
| 13:00 (CET)         | - Pavlíčková 8' | Reporte   | - 16', 34' Ribadeira - 45+1' Nassi - 76', 88' Haugou | Árbitra: Alina Peşu                    | Árbitra: Alina Peşu |

### Liga B

#### Grupo B1
Sede: Irlanda del Norte
| Equipo            | Pts | PJ | PG | PE | PP | GF | GC | Dif |
| ----------------- | --- | -- | -- | -- | -- | -- | -- | --- |
| Irlanda del Norte | 7   | 3  | 2  | 1  | 0  | 7  | 1  | +6  |
| Malta             | 7   | 3  | 2  | 1  | 0  | 6  | 4  | +2  |
| Azerbaiyán        | 3   | 3  | 1  | 0  | 2  | 3  | 3  | 0   |
| Islas Feroe       | 0   | 3  | 0  | 0  | 3  | 2  | 10 | -8  |

| 6 de abril de 2022 | Islas Feroe | 0:2 (0:2) | Azerbaiyán                        | Inver Park, Larne, Irlanda del Norte |                      |
| 13:00 (CET)        |             | Reporte   | - 20' Muradova - 41' Safaraliyeva | Árbitra: Triinu Laos                 | Árbitra: Triinu Laos |

| 6 de abril de 2022 | Irlanda del Norte | 1:1 (1:0) | Malta       | Inver Park, Larne, Irlanda del Norte |                       |
| 18:30 (CET)        | - Chambers 40'    | Reporte   | - 52' Lucia | Árbitra: Rob Hennessy                | Árbitra: Rob Hennessy |

| 9 de abril de 2022 | Azerbaiyán        | 1:2 (1:0) | Malta                       | Inver Park, Larne, Irlanda del Norte |                      |
| 13:00 (CET)        | - Safaraliyeva 1' | Reporte   | - 62' Willis - 69' Farrugia | Árbitra: Triinu Laos                 | Árbitra: Triinu Laos |

| 9 de abril de 2022 | Irlanda del Norte                                       | 5:0 (4:0) | Islas Feroe | Inver Park, Larne, Irlanda del Norte |                            |
| 18:30 (CET)        | - Dickson 7' - Reilly 20', 25' - Davis 28' - Morgan 55' | Reporte   |             | Árbitra: Jelena Medjedovic           | Árbitra: Jelena Medjedovic |

| 12 de abril de 2022 | Malta                                            | 3:2 (0:2) | Islas Feroe                          | Seaview, Belfast, Irlanda del Norte |                       |
| 13:00 (CET)         | - Falzon 65' - Samuelsen 67' (a.g.) - Fenech 71' | Reporte   | - 7' Eilersdóttir - 32' Ellingsgaard | Árbitra: Rob Hennessy               | Árbitra: Rob Hennessy |

| 12 de abril de 2022 | Azerbaiyán | 0:1 (0:1) | Irlanda del Norte | Inver Park, Larne, Irlanda del Norte |                            |
| 13:00 (CET)         |            | Reporte   | - 34' Chambers    | Árbitra: Jelena Medjedovic           | Árbitra: Jelena Medjedovic |

#### Grupo B2
Sede: Eslovenia
| Equipo              | Pts | PJ | PG | PE | PP | GF | GC | Dif |
| ------------------- | --- | -- | -- | -- | -- | -- | -- | --- |
| Eslovenia           | 9   | 3  | 3  | 0  | 0  | 11 | 1  | +10 |
| Macedonia del Norte | 6   | 3  | 2  | 0  | 1  | 4  | 2  | +2  |
| Moldavia            | 3   | 3  | 1  | 0  | 2  | 5  | 6  | -1  |
| Liechtenstein       | 0   | 3  | 0  | 0  | 3  | 1  | 12 | -11 |

| 6 de abril de 2022 | Liechtenstein | 0:2 (0:1) | Macedonia del Norte               | Portoval, Novo mesto, Eslovenia |                             |
| 15:30 (CET)        |               | Reporte   | - 37' Bozhinoska - 68' Milchevska | Árbitra: Cristina Trandafir     | Árbitra: Cristina Trandafir |

| 6 de abril de 2022 | Eslovenia                             | 3:1 (2:0) | Moldavia     | Stadion Brežice, Brežice, Eslovenia |                      |
| 15:30 (CET)        | - Eferl 13' - Šenk 25' - Gradišek 68' | Reporte   | - 48' Colnic | Árbitra: Cansu Tryak                | Árbitra: Cansu Tryak |

| 9 de abril de 2022 | Macedonia del Norte                 | 2:1 (1:1) | Moldavia     | Portoval, Novo mesto, Eslovenia |                             |
| 15:30 (CET)        | - Chirica 4' (a.g.) - Sulejmani 70' | Reporte   | - 19' Colnic | Árbitra: Cristina Trandafir     | Árbitra: Cristina Trandafir |

| 9 de abril de 2022 | Eslovenia                                                                   | 7:0 (5:0) | Liechtenstein | Stadion Brežice, Brežice, Eslovenia |                        |
| 15:30 (CET)        | - Šenk 1' - Eferl 4', 13', 43' - Rovšek 30' - Bizjak 86' - Frick 90' (a.g.) | Reporte   |               | Árbitra: Olivia Tschon              | Árbitra: Olivia Tschon |

| 12 de abril de 2022 | Moldavia                        | 3:1 (1:1) | Liechtenstein | Stadion Brežice, Brežice, Eslovenia |                      |
| 14:30 (CET)         | - Colnic 13', 86' - Chirica 65' | Reporte   | - 20' Hermann | Árbitra: Cansu Tryak                | Árbitra: Cansu Tryak |

| 12 de abril de 2022 | Macedonia del Norte | 0:1 (0:1) | Eslovenia   | Portoval, Novo mesto, Eslovenia |                        |
| 14:30 (CET)         |                     | Reporte   | - 22' Janež | Árbitra: Olivia Tschon          | Árbitra: Olivia Tschon |

#### Grupo B3
Sede: Letonia
| Equipo     | Pts | PJ | PG | PE | PP | GF | GC | Dif |
| ---------- | --- | -- | -- | -- | -- | -- | -- | --- |
| Serbia     | 9   | 3  | 3  | 0  | 0  | 10 | 0  | +10 |
| Lituania   | 4   | 3  | 1  | 1  | 1  | 1  | 2  | -1  |
| Letonia    | 4   | 3  | 1  | 1  | 1  | 1  | 4  | -3  |
| Montenegro | 0   | 3  | 0  | 0  | 3  | 0  | 6  | -6  |

| 6 de abril de 2022 | Lituania            | 1:0 (1:0) | Montenegro | FK Jelgava training center, Jelgava, Letonia |                            |
| 10:00 (CET)        | - Proscevičiūtė 32' | Reporte   |            | Árbitra: Michèle Schmölzer                   | Árbitra: Michèle Schmölzer |

| 6 de abril de 2022 | Serbia                                                          | 4:0 (1:0) | Letonia | FK Jelgava training center, Jelgava, Letonia |                               |
| 15:00 (CET)        | - Obradović 44' - Stevanović 56' - Sremčević 69' - Janković 74' | Reporte   |         | Árbitra: Andromachi Tsiofliki                | Árbitra: Andromachi Tsiofliki |

| 9 de abril de 2022 | Serbia                          | 2:0 (1:0) | Lituania | FK Jelgava training center, Jelgava, Letonia |                        |
| 10:00 (CET)        | - Sremčević 31' - Obradović 55' | Reporte   |          | Árbitra: Minka Vekkeli                       | Árbitra: Minka Vekkeli |

| 9 de abril de 2022 | Montenegro | 0:1 (0:1) | Letonia               | FK Jelgava training center, Jelgava, Letonia |                            |
| 15:00 (CET)        |            | Reporte   | - 29' (a.g.) Marković | Árbitra: Michèle Schmölzer                   | Árbitra: Michèle Schmölzer |

| 12 de abril de 2022 | Letonia | 0:0     | Lituania | FK Jelgava training center, Jelgava, Letonia |                               |
| 12:00 (CET)         |         | Reporte |          | Árbitra: Andromachi Tsiofliki                | Árbitra: Andromachi Tsiofliki |

| 12 de abril de 2022 | Montenegro | 0:4 (0:0) | Serbia                                        | Salaspils BSS stadium, Salaspils, Letonia |                        |
| 12:00 (CET)         |            | Reporte   | - 56', 90+3' Ćirić - 73' Janković - 79' Rajić | Árbitra: Minka Vekkeli                    | Árbitra: Minka Vekkeli |

#### Grupo B4
Sede: Escocia
| Equipo     | Pts | PJ | PG | PE | PP | GF | GC | Dif |
| ---------- | --- | -- | -- | -- | -- | -- | -- | --- |
| Escocia    | 9   | 3  | 3  | 0  | 0  | 13 | 3  | +10 |
| Kosovo     | 6   | 3  | 2  | 0  | 1  | 6  | 5  | +1  |
| Kazajistán | 3   | 3  | 1  | 0  | 2  | 2  | 5  | -3  |
| Estonia    | 0   | 3  | 0  | 0  | 3  | 2  | 10 | -8  |

| 5 de abril de 2022 | Estonia      | 1:2 (0:1) | Kosovo                    | Ainslie Park, Edimburgo, Escocia |                             |
| 12:00 (CET)        | - Saulus 75' | Reporte   | - 45' Lulaj - 52' Berisha | Árbitra: Jurgita Mačikunytė      | Árbitra: Jurgita Mačikunytė |

| 5 de abril de 2022 | Escocia                                  | 3:0 (1:0) | Kazajistán | Ainslie Park, Edimburgo, Escocia |                       |
| 18:00 (CET)        | - Lister 38' - Hutchison 50' - Adams 76' | Reporte   |            | Árbitra: Gamze Durmus            | Árbitra: Gamze Durmus |

| 8 de abril de 2022 | Escocia | 7:1 (2:1) | Estonia     | Ainslie Park, Edimburgo, Escocia |                           |
| 12:00 (CET)        | - Hutchison 20' - Staalfeldt 27' (a.g.) - Anderson 47' - Thomson 62' - Lister 64' - Pollard 84' - Adams 86' | Reporte   | - 14' Hüdsi | Árbitra: Fatemeh Zangeneh        | Árbitra: Fatemeh Zangeneh |

| 8 de abril de 2022 | Kosovo                   | 2:1 (1:1) | Kazajistán      | Ainslie Park, Edimburgo, Escocia |                             |
| 18:00 (CET)        | - Rama 15' - Berisha 66' | Reporte   | - 39' Norbayeva | Árbitra: Jurgita Mačikunytė      | Árbitra: Jurgita Mačikunytė |

| 11 de abril de 2022 | Kazajistán    | 1:0 (1:0) | Estonia | Ainslie Park, Edimburgo, Escocia |                       |
| 12:00 (CET)         | - Balzhan 13' | Reporte   |         | Árbitra: Gamze Durmus            | Árbitra: Gamze Durmus |

| 11 de abril de 2022 | Kosovo                                | 2:3 (1:2) | Escocia                                     | Falkirk Stadium, Falkirk, Escocia |                           |
| 12:00 (CET)         | - Broadrick 9' (a.g.) - Kryeziu 90+2' | Reporte   | - 11' Pollard - 42' Adams - 90+4' Hutchison | Árbitra: Fatemeh Zangeneh         | Árbitra: Fatemeh Zangeneh |

#### Grupo B5
Sede: Andorra
| Equipo     | Pts | PJ | PG | PE | PP | GF | GC | Dif |
| ---------- | --- | -- | -- | -- | -- | -- | -- | --- |
| Eslovaquia | 9   | 3  | 3  | 0  | 0  | 18 | 0  | +18 |
| Andorra    | 6   | 3  | 2  | 0  | 1  | 4  | 7  | -3  |
| Georgia    | 3   | 3  | 1  | 0  | 2  | 2  | 5  | -3  |
| Armenia    | 0   | 3  | 0  | 0  | 3  | 1  | 13 | -12 |

| 5 de abril de 2022 | Eslovaquia                                                                             | 8:0 (1:0) | Armenia | Centre d'Entrenament de la FAF, Andorra la Vieja, Andorra |                       |
| 09:00 (CET)        | - Retkesová 7' - Pelikanova 56', 59', 64' - Mazúchová 57', 79', 82' - Žihlavníková 87' | Reporte   |         | Árbitra: Merima Čelik                                     | Árbitra: Merima Čelik |

| 5 de abril de 2022 | Andorra            | 1:0 (0:0) | Georgia | Centre d'Entrenament de la FAF, Andorra la Vieja, Andorra |                         |
| 13:30 (CET)        | - Moles 64' (pen.) | Reporte   |         | Árbitra: Emanuela Rusta                                   | Árbitra: Emanuela Rusta |

| 8 de abril de 2022 | Georgia                        | 2:0 (0:0) | Armenia | Centre d'Entrenament de la FAF, Andorra la Vieja, Andorra |                         |
| 09:00 (CET)        | - Bebia 47' - Modrekiladze 55' | Reporte   |         | Árbitra: Emanuela Rusta                                   | Árbitra: Emanuela Rusta |

| 8 de abril de 2022 | Eslovaquia                                                                               | 6:0 (2:0) | Andorra | Centre d'Entrenament de la FAF, Andorra la Vieja, Andorra |                         |
| 13:30 (CET)        | - Morávková 33' - Mazúchová 45+1' - Retkesová 58', 72' - Sin 71' (a.g.) - Kovalíková 89' | Reporte   |         | Árbitra: Meitar Shemesh                                   | Árbitra: Meitar Shemesh |

| 11 de abril de 2022 | Armenia          | 1:3 (1:0) | Andorra                                   | Estadio Nacional de Andorra, Andorra la Vieja, Andorra |                       |
| 10:00 (CET)         | - Simonyan 45+2' | Reporte   | - 48' (pen.) Moles - 54', 76' Lluch Camin | Árbitra: Merima Čelik                                  | Árbitra: Merima Čelik |

| 11 de abril de 2022 | Georgia | 0:4 (0:4) | Eslovaquia                                           | Centre d'Entrenament de la FAF, Andorra la Vieja, Andorra |                         |
| 10:00 (CET)         |         | Reporte   | - 5' Kršiaková - 14', 22' Morávková - 28' Pelikanova | Árbitra: Meitar Shemesh                                   | Árbitra: Meitar Shemesh |

#### Grupo B6
Sede: Turquía
| Equipo  | Pts | PJ | PG | PE | PP | GF | GC | Dif |
| ------- | --- | -- | -- | -- | -- | -- | -- | --- |
| Israel  | 9   | 3  | 3  | 0  | 0  | 7  | 1  | +6  |
| Turquía | 6   | 3  | 2  | 0  | 1  | 13 | 5  | +8  |
| Albania | 3   | 3  | 1  | 0  | 2  | 3  | 11 | -8  |
| Chipre  | 0   | 3  | 0  | 0  | 3  | 2  | 8  | -6  |

| 5 de abril de 2022 | Israel             | 2:0 (2:0) | Albania | Arslan Zeki Demirci - Emir Hotels 2, Manavgat, Turquía |                        |
| 09:00 (CET)        | - Almasri 29', 41' | Reporte   |         | Árbitra: Galiya Echeva                                 | Árbitra: Galiya Echeva |

| 5 de abril de 2022 | Turquía                      | 3:2 (2:1) | Chipre                        | Arslan Zeki Demirci - Emir Hotels 1, Manavgat, Turquía |                      |
| 12:00 (CET)        | - Kara 5', 34' - Özdemir 62' | Reporte   | - 7' Sofocleous - 47' Rolandi | Árbitra: Réka Molnar                                   | Árbitra: Réka Molnar |

| 8 de abril de 2022 | Albania                               | 2:0 (1:0) | Chipre | Arslan Zeki Demirci - Emir Hotels 2, Manavgat, Turquía |                        |
| 09:00 (CET)        | - Hamonikaj 17' - Vasiliou 90' (a.g.) | Reporte   |        | Árbitra: Galiya Echeva                                 | Árbitra: Galiya Echeva |

| 8 de abril de 2022 | Turquía       | 1:2 (1:1) | Israel                          | Arslan Zeki Demirci - Emir Hotels 1, Manavgat, Turquía |                         |
| 12:00 (CET)        | - Alayont 44' | Reporte   | - 39' (pen.) Arazi - 71' Sirota | Árbitra: Viola Raudziņa                                | Árbitra: Viola Raudziņa |

| 11 de abril de 2022 | Chipre | 0:3 (0:0) | Israel                               | Arslan Zeki Demirci - Emir Hotels 2, Manavgat, Turquía |                      |
| 12:00 (CET)         |        | Reporte   | - 56' Edri - 65' (pen.), 72' Almasri | Árbitra: Réka Molnar                                   | Árbitra: Réka Molnar |

| 11 de abril de 2022 | Albania     | 1:9 (1:5) | Turquía                                                                     | Arslan Zeki Demirci - Emir Hotels 2, Manavgat, Turquía |                         |
| 12:00 (CET)         | - Armoku 9' | Reporte   | - 2', 11', 28', 55' Kerimoğlu - 14', 35', 61', 90+3' Içen - 60' (pen.) Kara | Árbitra: Viola Raudziņa                                | Árbitra: Viola Raudziņa |